# AZ in het seizoen 2010/11 (vrouwen)
Het seizoen 2010/2011 is het 4e en laatste jaar in het bestaan van de Alkmaarse vrouwenvoetbalclub AZ. De club kwam uit in de Eredivisie en heeft deelgenomen aan het toernooi om de KNVB beker. Door het kampioenschap van vorig seizoen heeft de club ook deelgenomen aan de Champions League.

## Wedstrijdstatistieken

### Eredivisie
|                    | FC Twente | ADO Den Haag | sc Heerenveen | FC Utrecht | VVV-Venlo | Willem II | FC Zwolle |
| ------------------ | --------- | ------------ | ------------- | ---------- | --------- | --------- | --------- |
| Thuis              | 1 – 2     | 1 – 2        | 2 – 2         | 2 – 2      | 0 – 0     | 3 – 1     | 3 – 2     |
| Uit                | 2 – 1     | 2 – 3        | 0 – 1         | 1 – 0      | 0 – 3     | 1 – 3     | 1 – 2     |
| 3e wedstrijd (T/U) | 1 – 2 (T) | 0 – 3 (U)    | 3 – 1 (T)     | 0 – 0 (U)  | 7 – 3 (T) | 1 – 0 (T) | 1 – 3 (U) |

### KNVB beker
| Achtste finale                             | Ter Leede                                                                                 | 0 – 3 (0 – ?) | AZ                                                     |  |
| Plaats: Sassenheim Sportpark De Roodemolen |                                                                                           |               | Onbekend                                               |  |
| Kwartfinale                                | AZ                                                                                        | 3 – 0 (2 – 0) | FC Zwolle                                              |  |
| Plaats: Alkmaar Egmonderhout               | 41' Amber van der Heijde 43' Loïs Oudemast 60' Chantal de Ridder                          |               |                                                        |  |
| Halve finale                               | FC Utrecht                                                                                | 4 – 0 (3 – 0) | RCL                                                    |  |
| Plaats: Alkmaar Egmonderhout               | 5' Chantal de Ridder 35' Chantal de Ridder 44' Desiree van Lunteren 53' Chantal de Ridder |               |                                                        |  |
| Finale                                     | sc Heerenveen                                                                             | 0 – 2 (0 – 1) | AZ                                                     |  |
| Plaats: Heerenveen Abe Lenstra Stadion     |                                                                                           |               | 34' Claudia van den Heiligenberg 85' Chantal de Ridder |  |

### Supercup
| Finale                                 | AZ                       | 1 – 3 (0 – 0, 1 – 3) n.v. | FC Utrecht                                                          |  |
| Plaats: Velsen-Zuid TATA Steel Stadion | 63' Annelies Tump-Zondag |                           | 90+1' Manon van den Boogaard 101' Joniek Bonnes 113' Tessa Oudejans |  |

### Champions League
| 1e ronde                             | AZ | 1 – 2 (0 – 0) | Olympique Lyonnais                      | Opstelling AZ: |
| Plaats: Alkmaar Sportcomplex 't Lood | Kim Dolstra 20' Claudia van den Heiligenberg 72'                                                                                        |               | 53' Eugénie Le Sommer 67' Wendie Renard | Geurts, Bito, Dolstra, Van den Heiligenberg, Culvin, Van Lunteren, Marees ( 59' Van der Heijde), Legemate, Fishlock, Bakker ( 64' Oudemast), De Ridder |
| 1e ronde                             | Olympique Lyonnais | 8 – 0 (5 – 0) | AZ                                      | Opstelling AZ: |
| Plaats: Lyon Plaine des Jeux         | Lotta Schelin 10', 23', 40' Wendie Renard 27' Élodie Thomis 40' Lara Dickenmann 65' Shirley Cruz Traña 69' Eugénie Le Sommer 90' (pen.) |               | 43' Jessica Fishlock 90' Kim Dolstra    | Geurts, Bito, Dolstra, Van den Heiligenberg ( 83' Bakker), Culvin, Van Lunteren, Marees ( 36' De Ridder), Legemate, Fishlock, Oudemast, Tump-Zondag    |

## Statistieken AZ 2010/2011

### Eindstand AZ Vrouwen in de Eredivisie 2010 / 2011
| Stand | Gespeeld | Gewonnen | Gelijk | Verloren | Punten | Doelpunten voor | Doelpunten tegen | Gele kaarten | Rode kaarten |
| ----- | -------- | -------- | ------ | -------- | ------ | --------------- | ---------------- | ------------ | ------------ |
| 3e    | 21       | 12       | 4      | 5        | 40     | 43              | 25               | 16           | 1            |

### Topscorers
| #                | Naam                         | Goal |
| ---------------- | ---------------------------- | ---- |
| 1.               | Chantal de Ridder            | 19   |
| 2.               | Claudia van den Heiligenberg | 7    |
| 3.               | Desiree van Lunteren         | 5    |
| 4.               | Loïs Oudemast                | 3    |
| 4.               | Annelies Tump-Zondag         | 3    |
| 5.               | Linda Bakker                 | 2    |
| 6.               | Dyanne Bito                  | 1    |
| 6.               | Jessica Fishlock             | 1    |
| 6.               | Suzanne Marees               | 1    |
| Eigen doelpunten |                              |      |
| 1.               | Mandy Glaudemans (Willem II) | 1    |
| Totaal           | Totaal                       | 43   |

| #      | Naam                         | Goal |
| ------ | ---------------------------- | ---- |
| 1.     | Chantal de Ridder            | 5    |
| 2.     | Amber van der Heijde         | 1    |
| 2.     | Claudia van den Heiligenberg | 1    |
| 2.     | Desiree van Lunteren         | 1    |
| 2.     | Loïs Oudemast                | 1    |
| –      | Onbekend (Tegen Ter Leede)   | 3    |
| Totaal | Totaal                       | 5    |

| #      | Naam                 | Goal |
| ------ | -------------------- | ---- |
| 1.     | Annelies Tump-Zondag | 1    |
| Totaal | Totaal               | 1    |

| #      | Naam                         | Goal |
| ------ | ---------------------------- | ---- |
| 1.     | Claudia van den Heiligenberg | 1    |
| Totaal | Totaal                       | 1    |

### Kaarten
| #      | Naam                         |    |
| ------ | ---------------------------- | -- |
| 1.     | Karin Legemate               | 3  |
| 2.     | Dyanne Bito                  | 2  |
| 2.     | Alexandra Culvin             | 2  |
| 2.     | Claudia van den Heiligenberg | 2  |
| 2.     | Desiree van Lunteren         | 2  |
| 2.     | Loïs Oudemast                | 2  |
| 3.     | Jessica Fishlock             | 1  |
| 3.     | Stefanie van der Gragt       | 1  |
| 3.     | Amber van der Heijde         | 1  |
| Totaal | Totaal                       | 16 |

| #      | Naam             |   |
| ------ | ---------------- | - |
| 1.     | Alexandra Culvin | 1 |
| Totaal | Totaal           | 1 |

| #      | Naam        |   |
| ------ | ----------- | - |
| –      | Geen speler | 0 |
| Totaal | Totaal      | 0 |